# 索维莱尔-蒙吉瓦勒
索维莱尔-蒙吉瓦勒（法語：Sauvillers-Mongival）是法国皮卡第大区索姆省的一个市镇，属于蒙迪迪耶区努瓦河畔阿伊县。该市镇2009年时的人口为175人。

## 人口
索维莱尔-蒙吉瓦勒人口变化图示
| 数据来源：INSEE |